# П'ятаков (починок)
П'ятако́в (рос. Пятаков) — починок у складі Нікольського району Вологодської області, Росія. Входить до складу Нікольського сільського поселення.

## Населення
Населення — 11 осіб (2010; 30 у 2002).
Національний склад (станом на 2002 рік):
- росіяни — 100 %